# Рощина, Наталья Николаевна
Ната́лья Никола́евна Ро́щина (род. 6 декабря 1954) — российский тренер по плаванию, Заслуженный тренер России. Тренер сборной России по плаванию с 1995 года.

## Биография
Наталья Николаевна Рощина родилась 6 декабря 1954 года. Является первым мастером спорта СССР по плаванию в городе Омске. Выпускница СибГУФК.
В 1985 году в Омском бассейне «Иртыш» при участии Натальи Рощиной была создана тренерская бригада, объединившая бывших спортсменов и тренеров-энтузиастов. В неё вошли: Рощина Н.Н., Слуднов А.В., Рудзит И.Р., Качан (Безкровная) С.А. Команда начала работу в отделении плавания комплексной школы ДСО «Водник», а позже, в результате реорганизаций 1990-х годов, перебазировалась в бассейн «Альбатрос» (Омск), где продолжила свою деятельность в СДЮСШОР ВДФСО профсоюзов.

## Карьера
С 1995 года Наталья Рощина входит в тренерский состав сборной команды России по плаванию. Работает в городе Омске. Специализируется на подготовке спортсменов по всем стилям плавания.
Первым крупным успехом стала победа воспитанника Дмитрия Чернышева в 1994–1995 году на чемпионате России по «короткой» воде (200 м баттерфляй). Позже — триумфальная карьера Романа Слуднова, который стал первым в мире пловцом, преодолевшим 100 м брассом быстрее одной минуты. 
Под её руководством Роман стал бронзовым призёром Олимпийских игр в Сиднее, трёхкратным чемпионом и шестикратным рекордсменом мира, шестикратным чемпионом и двенадцатикратным рекордсменом Европы. 
Среди последних достижений — серебряная медаль Мартина Малютина на Олимпийских играх в Токио (2021) в эстафете 4×200 метров вольным стилем.
Сегодня тренерская бригада под руководством Натальи Рощиной продолжает работу. В неё входят преподаватели: Московенко А.В., Лазаренко К.В., и сама Рощина Н.Н. Бригада занимается поиском и развитием одарённых детей, готовит участников и призёров российских и международных соревнований.

## Известные ученики
- Роман Слуднов — Заслуженный мастер спорта России, бронзовый призёр Олимпиады 2000 года, многократный чемпион и рекордсмен мира и Европы.
- Мартин Малютин — Заслуженный мастер спорта России, серебряный призёр Олимпийских игр 2020 года, трёхкратный чемпион Европы 2021 года.
- Слуднов Артём — МСМК
- Карпеева Елена —МСМК
- Волощук Агата — МСМК
- Пономаренко Татьяна — МСМК
- Агешкин Антон — МСМК

Среди других учеников многократные победители и призеры Всероссийских Первенств и Чемпионатов, участники Первенств Европы, мастера спорта — Николай Ниневолин, Юрий Чубатов, Станислав Панов, Виталий Мирошниченко, Михаил Стрелец, Игорь Ивакин, Олеся Малых, Андрей Ботвин, Валерия Васеленок.

## Семья
Сын — Роман Слуднов, бронзовый призёр Олимпийских игр, первый в мире человек, проплывший 100 м брассом быстрее минуты. Наталья Николаевна не только его мать, но и личный тренер на протяжении всей карьеры.